# Друк Гьялцуен

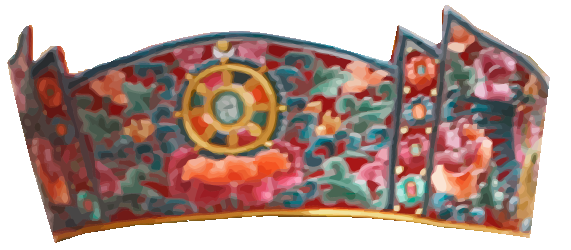
Фенікс Корона королеви дракона.

Друк Гьялцуен (букв. Dragon Queen) — королева-консорт Королівства Бутан.
На мові дзонгха Бутан відомий як Друкюль, що перекладається як «Країна грозового дракона». Таким чином, у той час як королеви Бутану відомі як Druk Gyaltsuen («Королева Дракона»), жителі Бутану називають себе Друкпа, що означає «Люди Дракона».
Нинішня королева Бутану — Джецун Пема Вангчук, 5-й Друк Г'ялцуен. Вона носить пошиту вручну шовкову корону Фенікса, яка є офіційною короною, яку носять королеви Бутану.
Вона також має різьблену нефритову золоту діадему.
Королева Аші Джецун Пема Вангчук є наймолодшою дружиною у світі.

## Список Друк Гьялцуен
| Немає. | Портрет | Ім'я                                                  | Тривалість життя                                                                                      | Король                       | Володіння |
| ------ | ------- | ----------------------------------------------------- | --- | ---------------------------- | --------- |
| 1      |         | Цундуе Пема Лхамо                                     | 1886 – квітень 1922 (35 років)                                                                        | Уг'єн Вангчук                | 1907–1922 |
| 2      |         | Пхунтшо Чоден Пема Дечен                              | 1911 – 24 серпня 2003 (92 роки) 1918 – 1991 (72 роки)                                                 | Джігме Вангчук               | 1926–1952 |
| 3      |         | Кесанг Чоден                                          | 21 травня 1930 (94 роки)                                                                              | Джігме Дорджі Вангчук        | 1952–1972 |
| 4      |         | Дорджі Вангмо Тшерінг Пем Тшерінг Янгдон Сангай Чоден | 10 червня 1955 (69 років) 22 грудня 1957 (67 років) 21 червня 1959 (65 років) 11 травня 1963 (61 рік) | Джігме Сінг'є Вангчук        | 1979–2006 |
| 5      |         | Джецун Пема                                           | 4 червня 1990 (34 роки)                                                                               | Джігме Хесар Намг'єл Вангчук | 2011–т.ч. |